# سد کبان
سد و نیروگاه برقابی کبان (به ترکی: Keban Barajı) در شهرستان کبان از توابع استان الازیغ ترکیه بر روی رود فرات احداث شده است.
این سد که کار احداث آن در سال ۱۹۶۵ آغاز گردید در سال ۱۹۷۵افتتاح گردید و از آن برای تولید انرژی الکتریکی استفاده می شود.
طول دریاچه این سد از دشت رودخانه مراد ۱۲۵ کیلومتر است و دریاچه آن بعد از دریاچه سد آتاترک دومین دریاچه بزرگ مصنوعی ترکیه و بعد از دریاچه‌های وان، نمک و آتاترک چهارمین دریاچه بزرگ ترکیه می‌باشد.
قدرت توربین‌های نیروگاه سد ۱۳۳۰ مگاوات است و توربینهای سد کبان سالیانه ۶ میلیارد کیلووات ساعت برق تولید می‌کنند.
این نیروگاه به‌هنگام آغاز به کار ۲۰ درصد نیاز کشور به برق را تأمین می‌کرد و اکنون نزدیک به ۸ درصد برق ترکیه از این سد تأمین می‌شود.
سد کبان در فاصله ۴۵ کیلومتری شمال‌غربی الازیغ و ۶۵ کیلومتری شمال‌شرقی مالاتیا قرار دارد.